# Flota de Superficie de la Marina Real (Reino Unido)
La Royal Navy Surface Fleet (en español, Flota de Superficie de la Marina Real) es uno de los brazos de combate de la armada, administrada por el Comandante de la Fuerza de Ataque del Reino Unido y el Contralmirante de Barcos de Superficie, también conocido como COMUKSTRKFOR (CSF). El comandante de las Fuerzas Marítimas del Reino Unido es un nombramiento de mando de combatiente marítimo. Los barcos de superficie forman uno de los cinco brazos de combate de la Royal Navy.
Los buques de superficie de la Royal Navy actualmente consisten en dos flotillas con base en HMNB Portsmouth y HMNB Devonport, ambas ubicadas en la costa sur de Inglaterra. Los combatientes de superficie van desde portaaviones hasta cazadores de minas y barcos de patrulla en alta mar, pero la mayoría son escoltas; destructores ( Tipo 45 ) y fragatas ( Tipo 23 ).
Los combatientes de superficie se movilizan para realizar varios despliegues permanentes de la Royal Navy. Más cerca de casa, la flota de superficie también realiza patrullas de protección pesquera en las aguas del Reino Unido, por acuerdo con el Departamento de Medio Ambiente, Alimentación y Asuntos Rurales (DEFRA).
Actualmente, el Comandante del Grupo de Ataque de Portaaviones del Reino Unido y el Comandante del Grupo Ataque de Litoral son las dos fuerzas desplegables principales bajo administración del COMUKMARFOR.

## Historia
En 1990-1992, la Royal Navy se reorganizó, creando los nuevos puestos de Oficial de Bandera, Flotilla de Superficie (FOSF, por sus siglas en inglés, Flag Officer, Surface Flotilla) responsable del entrenamiento y preparación operacional, y Comandante, Grupo de tareas del Reino Unido, que comandaría cualquier grupo de tareas desplegado. En 2001, ambos nombramientos se unificaron en el cargo de Comandante de las Fuerzas Marítimas del Reino Unido (COMUKMARFOR), quien posteriormente pasó a reportarse a CINCFLEET. Administró tres subcomandos llamados Grupo de Trabajo Anfibio, Grupo de Trabajo del Reino Unido y Grupo de Ataque de Portaaviones, cada uno de ellos comandado por un Comodoro. Las posiciones de estos tres comodoros dirigían grupos de buques de guerra operacionales, desplegados y navegantes.
En enero de 2011, el Comandante del Grupo de Trabajo del Reino Unido pasó a llamarse Comandante Adjunto de las Fuerzas Marítimas del Reino Unido. Las flotillas de Devonport y Portsmouth están actualmente administradas por el Comandante de Operaciones .
En algún momento entre 2011 y 2018, al Comandante de las Fuerzas Marítimas del Reino Unido también se le asignó el papel de Contraalmirante de Barcos de Superficie, el 'jefe tribal' de los barcos de superficie dentro de la Armada.

## Comandante de las Fuerzas Marítimas del Reino Unido y Buques de Superficie del Contraalmirante
Comandante de las Fuerzas Marítimas del Reino Unido y Buques de Superficie del Contralmirante - reportándose como Comandante en Jefe de Flota hasta 2012 y luego Comandante de Flota.
| Imagen | Rango           | Nombre               | Periodo                             |
| ------ | --------------- | -------------------- | ----------------------------------- |
|        | Contraalmirante | James Burnell-Nugent | 2001-2002                           |
|        | Contraalmirante | David Snelson        | 2002-2004                           |
|        | Contraalmirante | Estilo Charles       | 2004-2005                           |
|        | Contraalmirante | Neil Morisetti       | 2005-2007                           |
|        | Contraalmirante | George Zambellas     | 2007-2008                           |
|        | Contraalmirante | Philip Jones         | 2008-2009                           |
|        | Contraalmirante | Peter Hudson         | 2009-2011                           |
|        | Contraalmirante | Duncan Potts         | 2011-2013                           |
|        | Contraalmirante | Robert Tarrant       | 2013-2014                           |
|        | Contraalmirante | Tony Radakin         | 2014-2016                           |
|        | Contraalmirante | Alex Burton          | 2016-2017                           |
|        | Contraalmirante | Paul Bennett         | 2017-2018                           |
|        | Contraalmirante | Jerry Kyd            | 2018-2019                           |
|        | Contraalmirante | Andrew Burns         | Febrero de 2019 a diciembre de 2019 |
|        | Contraalmirante | Michael Utley        | Diciembre de 2019-presente          |